# Ferdynand Saperas
Ferdynand Saperas Aluja (ur. 8 września 1905 w Alió, zm. 13 sierpnia 1936 w Mas Claret) – hiszpański zakonnik ze zgromadzenia klaretynów, męczennik, ofiara wojny domowej w Hiszpanii w latach 1936–39, błogosławiony Kościoła katolickiego.

## Życiorys
Urodził się 8 września 1905 w Alió jako drugie dziecko z trojga synów i był dzieckiem o wielu zdolnościach. Poprzez głęboką wiarę, codzienne uczestniczył we mszy św. w swoim parafialnym kościele.
W wieku 12 lat stracił ojca i matka powierzyła mu opiekę nad pozostałymi braćmi; zaś ona sama musiała wędrować po okolicy, aby sprzedawać żywność, zarabiając w ten sposób na utrzymanie rodziny. Z Alió przenieśli się do Vallis, gdzie jego matka otworzyła sklep rybny. W wieku 20 lat w Barcelonie  przystąpił do obowiązkowej służby wojskowej, gdzie przydzielony został do kawalerii. W czasie pobytu w wojsku, odwiedzał kościół-sanktuarium Serca Maryi, który był prowadzony przez klaretynów i tam narodziło się w nim powołanie zakonne. Tam w sierpniu 1929 jako nowicjat wstąpił do misjonarzy klaretynów, a w 1930 złożył w nim śluby. Jako zakonnik przebywał w różnych domach swego zgromadzenia. 14 kwietnia 1931, kiedy ogłoszono Hiszpanie republiką, życie Ferdynanda radykalnie się zmieniło. W lutym 1934 został przeniesiony do Mas Claret i tam pomagał jako pomocnik kucharza. W 1936, w trakcie prześladowań religijnych, stanął przed wyborem odejścia lub pozostania we wspólnocie i wybrał pozostanie. W wyniku gróźb ze strony republikańskich milicjantów, Ferdynand zatrzymał się u pewnej rodziny, pomagając właścicielom sklepu tytoniowego i baru. Pomimo kilku rad, aby porzucił życie zakonne i się ożenił, cały czas odmawiał i trwał przy swoim powołaniu. Gdy sytuacja w kraju stawała się bardziej niebezpieczna, Ferdynand otrzymał od gospodarzy z Mas Claret tymczasowe schronienie w innej miejscowości. Zakonnik wyruszając tam, został schwytany przez milicjantów, był przez nich dręczony i obrażany oraz był zmuszany do popełnienia grzechu. Ferdynand pozostając człowiekiem nieugiętym, mówił, że jest zakonnikiem i nie może zgrzeszyć.
Został rozstrzelony 13 sierpnia 1936, w wieku 31 lat. Został pochowany na cmentarzu w Tarredze. Proces beatyfikacyjny rozpoczął się w 1948 roku. Beatyfikowany wraz ze 108 towarzyszami 21 października 2017 w barcelońskiej katedrze Świętej Rodziny.